# SMIM13
SMIM13 (англ. Small integral membrane protein 13) – білок, який кодується однойменним геном, розташованим у людей на 6-й хромосомі. Довжина поліпептидного ланцюга білка становить 91 амінокислот, а молекулярна маса — 10 351.
| 10         |  | 20         |  | 30         |  | 40         |  | 50         |
| ---------- |  | ---------- |  | ---------- |  | ---------- |  | ---------- |
| MWHSVGLTLL |  | VFVATLLIVL |  | LLMVCGWYFV |  | WHLFLSKFKF |  | LRELVGDTGS |
| QEGDHEPSGS |  | ETEEDTSSSP |  | HRIRSARQRR |  | APADEGHRPL |  | T          |

A: Аланін

C: Цистеїн

D: Аспарагінова кислота

E: Глутамінова кислота

F: Фенілаланін

G: Гліцин

H: Гістидин

I: Ізолейцин

K: Лізин

L: Лейцин

M: Метіонін

P: Пролін

Q: Глутамін

R: Аргінін

S: Серин

T: Треонін

V: Валін

W: Триптофан

Кодований геном білок за функцією належить до фосфопротеїнів. 
Локалізований у мембрані.